# Brésil de l'espoir
La fédération Brésil de l'espoir (Federação Brasil da Esperança, abrégé en FE Brasil) est une coalition politique brésilienne de centre gauche à gauche radicale fondée le 18 avril 2022 et composée du Parti des travailleurs (PT), du Parti communiste du Brésil (PCdoB) et du Parti vert (PV) afin de mener la campagne des élections parlementaires brésiliennes de 2022.

## Historique

### Contexte
En 2017, le Congrès national a approuvé un amendement constitutionnel qui a aboli les coalitions législatives et établi un seuil électoral pour que les partis obtiennent des subventions. La réforme électorale visait à diminuer le nombre de partis, et après la réforme, les plus petits voulaient créer un nouveau mécanisme pour les aider à gagner des sièges, proposant le vote unique non transférable. 
En 2021, le Tribunal électoral supérieur approuve la possibilité de création de fédérations de partis, différent des coalitions, avec la nécessité de rester un nombre minimal d'années en alliance (4 ans) et des limites dans la possibilité de quitter celle-ci. Ainsi que deux autres détails technique, la nécessité d'un programme commun et de fonctionner comme un seul parti au Congrès.
Après l'approbation du système des fédérations, des pourparlers ont commencé pour former des fédérations de centre-gauche, notamment entre le Parti des travailleurs, le Parti socialiste brésilien (PSB), le Parti socialisme et liberté (PSOL), le Parti communiste du Brésil et le Parti vert à partir de décembre 2021. Le PSOL a rapidement quitté les négociations, préférant se concentrer sur une fédération avec le Réseau autosuffisant (REDE), qui a abouti à la Fédération PSOL REDE .
Les négociations entre le PT et le PSB ont atteint des stades avancés, avec une large majorité interne du PSB souhaitant rejoindre la fédération, mais le PSB s'est finalement retiré en raison de désaccords sur São Paulo, en particulier sur les candidats au poste de gouverneur et à la mairie.

### Formation
En avril 2022, Parti des travailleurs (PT), Parti communiste du Brésil (PCdoB) et le Parti vert (PV) approuvent la création de leur fédération et l'ont transmis au Tribunal électoral supérieur. Celle-ci a été approuvée et la fédération a été officiellement formée le 18 avril.

## Composition
| Parti | Parti | Parti                              | Idéologie                                                      | Dirigeant       |
| ----- | ----- | ---------------------------------- | -------------------------------------------------------------- | --------------- |
|       |       | Parti des travailleurs (PT)        | Social-libéralisme Populisme de gauche                         | Gleisi Hoffmann |
|       |       | Parti communiste du Brésil (PCdoB) | Communisme Marxisme-léninisme Socialisme Progressisme          | Luciana Santos  |
|       |       | Parti vert (PV)                    | Écologie politique Social-libéralisme Progressisme Fédéralisme | José Luiz Penna |